# 区域领导 (纳粹党)
区域领导（Abschnittsleiter）是一个存在于1939至1945年间的纳粹党政治衔级。区域领导还分为三级：区域领导、上级区域领导（Oberabschnittsleiter）以及高级区域领导（Hauptabschnittsleiter）。区域领导这一衔级取代了之前的衔级地方集团领导，之后进一步成为了县（Kreis）、大区（Gau）以及全国（Reich）三个党政级别所共有的中层行政衔级。